# María Isabel (telenovela 1997)
María Isabel è una telenovela messicana, trasmessa dal 1997 al 1998 dall'emittente Televisa. È un adattamento dell'omonima telenovela del 1966 creata da Yolanda Vargas Dulche e questa versione venne adattata da René Muñoz.

## Cast
- Adela Noriega: María Isabel Flores Riobueno
- Fernando Carrillo:  Ricardo Mendiola Zúñiga
- Lorena Herrera:  Lucrecia Fontaner Hernández
- Patricia Reyes Spíndola: Manuela Rojè López
- Lilia Aragón:  Rosaura Méndez Larrea
- Jorge Vargas: Don Félix Pereyra
- José Carlos Ruiz: Pedro
- Mónica Miguel: Chona
- Alejandro Aragón: Leobardo Rangel
- Raúl Araiza: Andrés
- Emoé de la Parra: Deborah Serrano
- Juan Felipe Preciado: Rómulo Altamirano
- Rodrigo Vidal: Gilberto
- Roberto Ballesteros: Armando Noguera
- Jorge Salinas: Rubén
- Polo Ortín: Ministerio Vilchis
- Guillermo Aguilar: Dr. Rivè
- Isabel Martínez "La Tarabilla": Chole
- Javier Herranz: José Luis
- Angelina Peláez: Micaela
- Ilse: Graciela Pereyra
- Charlie: Nicolás
- Susana González: Elisa de Mendiola
- Valentino Lanús: Antonio Altamirano
- Sabine Moussier: Mireya Serrano
- Omar Alexander: Anselmo
- Ángeles Balvanera: Panchita
- Eduardo Benfato: Filiberto
- Paty Bolaños: Abundia de Altamirano
- Marcelo Buquet: Cristóbal
- Julio Monterde: Dr. Carmona
- Fátima Torre: Maria Isabel (bambina)
- Naydelin Navarrete: Graciela Pereyra (bambina)/Rosa Isela (a 10 anni)
- Ximena Sariñana: Rosa Isela (a 13 anni)
- Paola Otero: Gloria Mendiola
- Violeta Isfel: Gloria Mendiola (a 10 anni)
- Andrea Lagunes: Gloria Mediola (a 6 anni)
- Natalia Juárez: Rosa Isela (bambina)
- Ana Luisa Peluffo: Iris
- Enrique Rojo: Andrés
- Bertha Moss: Eugenia
- Yadhira Carrillo: Josefina
- Sergio Bèañez: Gabriel
- Abraham Ramos: Ramón
- Aurora Clavel: Amargura
- Rafael Rojè: Rigoberto
- Guillermo Rivè: Padre Salvador
- Patricia Martínez: Matilde
- Tania Vázquez: Sonia
- Carlos López Estrada: Pedrito
- Magda Guzmán: Direttrice
- Andrea Torre: amica di Gloria
- Ernesto Laguardia: Luis Torres

## Premi e riconoscimenti
| Anno | Premio                 | Categoria               | Nominato                | Risultato       |
| ---- | ---------------------- | ----------------------- | ----------------------- | --------------- |
| 1998 | 16th TVyNovelas Awards | Best Leading Actress    | Patricia Reyes Spíndola | Candidato/a     |
| 1998 | 16th TVyNovelas Awards | Best Young Lead Actress | Adela Noriega           | Vincitore/trice |
| 1998 | 16th TVyNovelas Awards | Best Male Revelation    | Jorge Salinas           | Candidato/a     |
| 1998 | Eres Awards            | Best Telenovela         | María Isabel            | Vincitore/trice |
| 1998 | Eres Awards            | Best Young Lead Actress | Adela Noriega           | Candidato/a     |
| 1998 | Eres Awards            | Best Young Lead Actor   | Fernando Carrillo       | Vincitore/trice |
| 1998 | Eres Awards            | Best TV Musical Theme   | "Si Tú Supieras"        | Vincitore/trice |
| 1998 | Premio ACE             | Best Television Actress | Adela Noriega           | Candidato/a     |
| 1998 | Premio ACE             | Best Television Actor   | Fernando Carrillo       | Candidato/a     |

## Nel mondo
Nord e Sud America, Caraibi, Europa
- Messico
- Stati Uniti
- Perù
- Rep. Dominicana
- Cile
- Brasile
- Paraguay
- Colombia
- Ecuador
- Venezuela
- Costa Rica
- Romania
- Spagna
- Albania
- Serbia
- Polonia
- Portogallo
- Slovenia